# 土踏まず

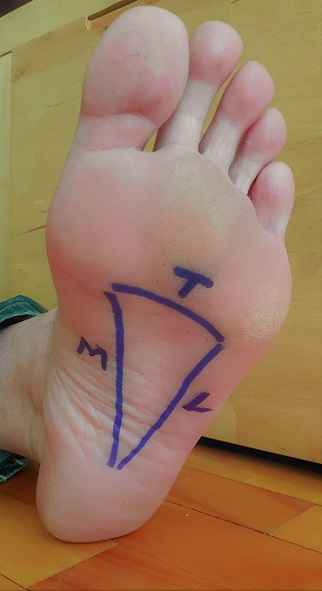
土踏まず（足のアーチ）

土踏まず（つちふまず）とは、ヒトの足裏にあるアーチ形状である。学問的には足底弓蓋（そくていきゅうがい）という。土踏まずの形成はヒトの足とサルの足の大きな相違点となっている。
語源は『石踏まず』と詠まれた万葉集ではないかとされる。

## 構造
土踏まずは三か所のアーチからなる。
- 内側アーチ - 第1中足骨頭から踵骨隆起にかけて形成される最も長いアーチ部[1]
- 外側アーチ - 第5中足骨頭から踵骨隆起にかけて形成されるアーチ部[3]
- 前部アーチ - 第1中足骨頭から第5中足骨頭にかけて形成されるアーチ部[3]

土踏まずのアーチ形状は、模式化すると、接地するのが2点となる。この2点にかかる圧力の差によって、さながら差動トランス制御のように、脚の筋肉が連動することで、円滑な姿勢制御を実現している。

## 土踏まずの形成
土踏まずは乳児期にはなく歩行を行うことで次第に形成される。
現代人は土踏まずの形成が遅くなっており、生活環境や社会環境の変化が関連しているとみられている。
運動においては、平衡感覚、つまり瞬時に力を発揮しやすい姿勢が取れるか否かが、反応速度(瞬発力)や動作の切り返しに大きな影響を与え、土踏まずの有無によって顕著な差が生じると考えられている。昨今、(子供の)土踏まずの成育を足育と称し、下駄や草履が見直されている。
裸足で生活することで、土踏まずの成長によいという意見がある。子供の足を鍛え、土踏まずの成長を促す取り組みとして、保育園・幼稚園・小学校などで常に裸足で生活させ、裸足で歩いたり走ったり、足を鍛える運動を積極的に取り入れる、はだし教育というものが注目されている。全国各地の学校で取り入れられている。
また、草履や下駄など鼻緒付の履物を普段活用することで、足の筋肉の鍛錬になり、土踏まず形成に効果があるとされる。学校でのはだし教育に絡め、鼻緒付の履物を素足で履くよう指定する学校などもある。また、「健康草履ミサトっ子」という奈良県三郷町特産の草履があり、学校履きとするほか、親が子供に履くよう買い与える例も多い。

## 扁平足
足に合わない靴を履くなど、足の使われ方によっては、土踏まずが正常に形成されないことがある。土踏まずが正常に形成されていない足を扁平足と呼ぶ。
また、いったん形成された土踏まずが運動不足や体重増加などの原因により消失することがあり、これを土踏まずのくずれという。
扁平足だと路面からの衝撃の吸収や緩和が難しく、あおり歩行ができないため、足全体の負担が大きくなる。そのため扁平足になると長時間の歩行が難しくなったり脚が疲れやすくなる。